# Gaststätte Röhrl

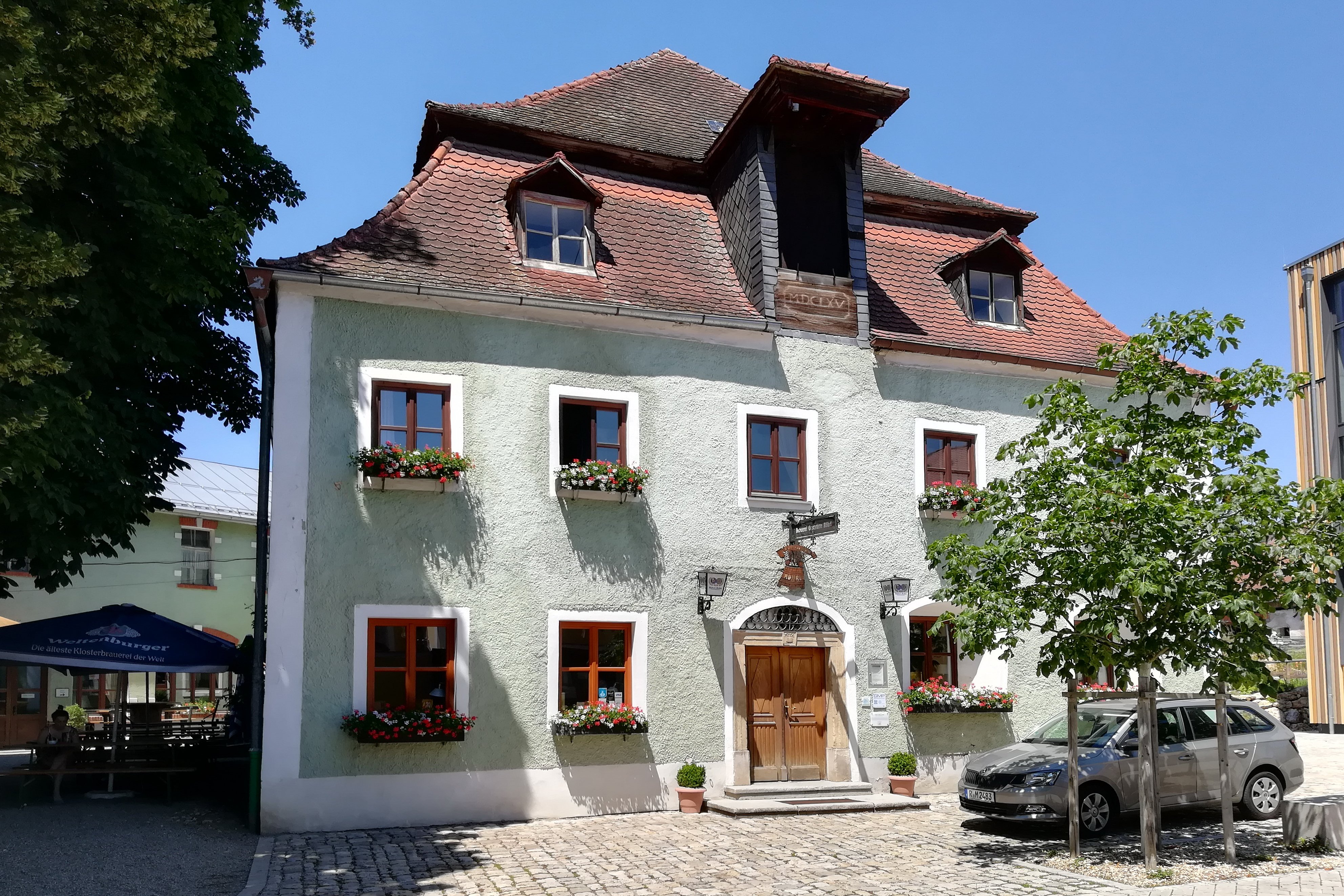
Hauptgebäude

Die Gaststätte Röhrl ist ein Wirtshaus mit Biergarten in Eilsbrunn im Landkreis Regensburg. Der Betrieb ist seit 1658 in Besitz der gleichen Familie und wird seitdem durchgehend betrieben, was ihm 2010 einen Eintrag in das Guinness-Buch der Rekorde als ältestes Wirtshaus der Welt einbrachte. Den Gasthof Alter Wirt in Obermenzing gibt es jedoch bereits seit 1417, und der Huberwirt in Pleiskirchen wird seit 1612 durchgehend betrieben.
Die Grundmauern des Hauses stammen aus der Zeit vor der ersten Jahrtausendwende, das Gebäude selbst wurde während des Dreißigjährigen Kriegs zerstört und danach durch Georg Hofmeister wieder aufgebaut. Durch zahlreiche Umbauten und Erweiterungen im Verlauf der Jahrhunderte, zuletzt 1902, entstand das historische Bauensemble in seiner heutigen Erscheinung.

## Lage und Anwesen

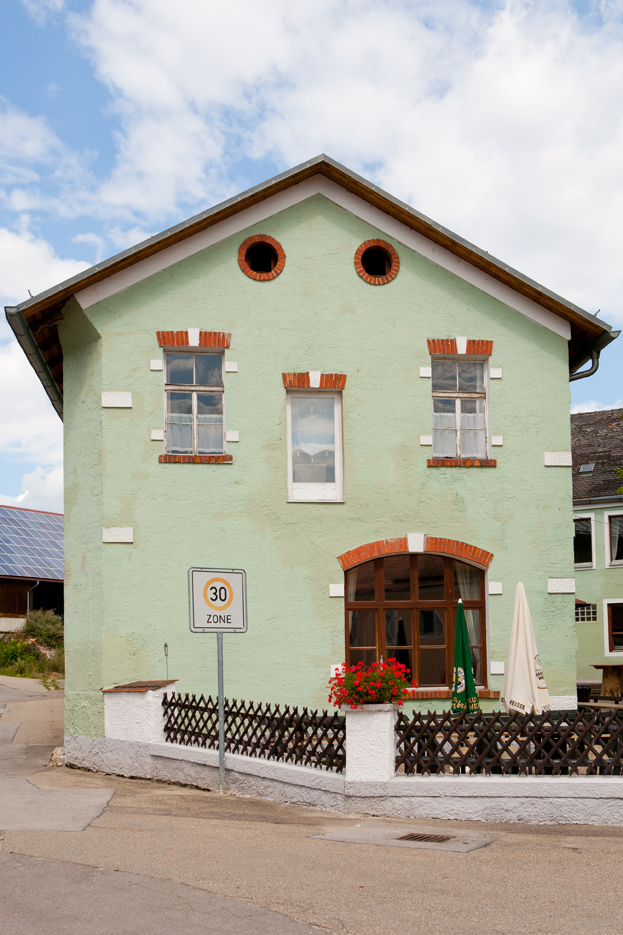
Festsaalbau, Westseite

Die Gaststätte Röhrl liegt am westlichen Rand von Eilsbrunn, gegenüber der Pfarrkirche St. Wolfgang. Das T-förmige Gebäude wird in der Bayerischen Denkmalliste unter der Nummer D-3-75-199-22 geführt und folgendermaßen beschrieben:
Die drei Wirtsstuben befinden sich im ältesten Teil der Gaststätte hinter Segmentbogenfenstern im Erdgeschoss des Hauptgebäudes. Etwa 120 Gäste finden hier Platz; die Einrichtung ist entsprechend ihrer Entstehungszeit schlicht und weitgehend erhalten. Über dem Eingang ragt eine große Gaube mit einem Flaschenzug aus dem Dach. Die Inschrift MDCLXV an der Außenseite der Gaube bezeugt den ersten großen Umbau des Hauses 1665.
Ein zweigeschossiger Satteldachbau aus dem Jahr 1839, in dem sich ursprünglich Stallungen der zugehörigen Landwirtschaft befanden, schließt rechts an das Hauptgebäude an. In einem weiteren Satteldachbau links an das Hauptgebäude von 1902 befindet sich im Erdgeschoss ein Festsaal mit Platz für 250 Gäste; der erste Stock beinhaltete Hotelzimmer. Weitere 400 Plätze bietet der Biergarten.

## Nutzung
Bereits um die erste Jahrtausendwende wurde auf dem Anwesen Bier gebraut. Die früheste bekannte urkundliche Erwähnung einer Bierlieferung aus Eilsbrunn an das Schloss St. Emmeram stammt von 1030 und ist bis heute in Emmeram einsehbar. Während des Dreißigjährigen Krieges wurde der Ortskern inklusive Wirtshaus und Pfarrmatrikel von Eilsbrunn zerstört, somit auch sämtliche Aufzeichnungen vor Ort, die Nutzung und Besitzer betreffen. Nach dem Krieg wurde das Anwesen von Georg Hofmeister erworben und wieder aufgebaut, mit Brauerei, einem Gastraum und angeschlossener Landwirtschaft. Mit dem Anbau des Saales entstanden auch 12 Hotelzimmer, die Mitte der 1960er stillgelegt wurden. Heute beinhalten die Zimmer mit Originaleinrichtung Teile der Röhrl’schen Familienausstellung zum Thema Brauerei, Landwirtschaft und Gastwirtschaft. Die Brauerei wurde 1971 stillgelegt, das Gebäude wurde 2017 in ein Hotel umgebaut. Die Gaststätte besteht ununterbrochen seit 1658 bis heute.

## Geschichte
Die Gaststätte wird in elfter Generation von Mitgliedern der Familie Röhrl betrieben. In Familienbesitz gelangte die Gastwirtschaft 1658 bei der Heirat von Andreas Röhrl (ca. 1636–1706) mit Susanna Hofmeister, Tochter des Wirts Georg Hofmeister. Röhrl war fortan Bierbrauer und Taverner im Ort. 
Seit 2006 leitet Muk Röhrl als gelernter Koch und Kaufmann mit seiner Frau Karin als  Restaurantfachfrau das Wirtshaus. Das heute in der Gaststätte ausgeschenkte Bier stammt von der Brauerei Röhrl in Straubing, einer Gründung Josef Röhrls, Bruder Johann Nepomuks I., aus dem Jahr 1881. Das Guinness-Buch der Rekorde führt die Gaststätte seit November 2010 als ältestes Wirtshaus der Welt. Der Rekord bezieht sich auf den durchgehenden Betrieb in Familienhand.

### Liste der Röhrlschen Wirte in Eilsbrunn
- 1658–1706  Andreas Röhrl
- 1706–1741  Johann Joachim Röhrl
- 1741–1779  Andreas Röhrl
- 1779–1803  Johannes Franciscus (Franz) Röhrl
- 1803–1830  Sebastian Röhrl
- 1830–1844  Magdalena Röhrl, Frau von Sebastian Röhrl
- 1844–1879  Joseph Röhrl
- 1879–1919  Johann Nepomuk Röhrl I.
- 1919–1948  Sebastian Röhrl
- 1948–1970  Johann Nepomuk Röhrl
- 1970–1972  Wilhelmine Röhrl, Frau von Johann Nepomuk Röhrl
- 1972–2006  Antonie Kolbe, geb. Röhrl
- 2006–heute Johann Nepomuk (Muk) Röhrl[8]